# Comignago
Comignago (piemontesisch Cumgnagh, lombardisch Cümiaagh) ist eine Gemeinde mit 1250 Einwohnern (Stand 31. Dezember 2023) in der italienischen Provinz Novara (NO), Region Piemont.
Die Nachbargemeinden sind Arona, Borgo Ticino, Castelletto sopra Ticino, Dormelletto, Gattico, Oleggio Castello und Veruno. Der Schutzheilige des Ortes ist San Giovanni Battista.
Das Gemeindegebiet umfasst eine Fläche von 4 km², die Einwohnerdichte beträgt circa 252,5 Einwohner/km².